# Amphisbetetus westralicus
Amphisbetetus westralicus är en tvåvingeart som beskrevs av Paramonov 1966. Amphisbetetus westralicus ingår i släktet Amphisbetetus och familjen rovflugor. Inga underarter finns listade i Catalogue of Life.